# Xã Tavern, Quận Pulaski, Missouri
Xã Tavern (tiếng Anh: Tavern Township) là một xã thuộc quận Pulaski, tiểu bang Missouri, Hoa Kỳ. Năm 2010, dân số của xã này là 3.349 người.